# 12033 Ансельмо
12033 Ансельмо (1997 BD9, 1986 GJ1, 12033 Anselmo) — астероїд головного поясу, відкритий 31 січня 1997 року.
Тіссеранів параметр щодо Юпітера — 3,176.